# Fujiwara no Mototsune
Fujiwara no Mototsune (藤原基経?   836 – 25 de febrero de 891) fue un kuge (cortesano) que actuó de regente durante la era Heian.

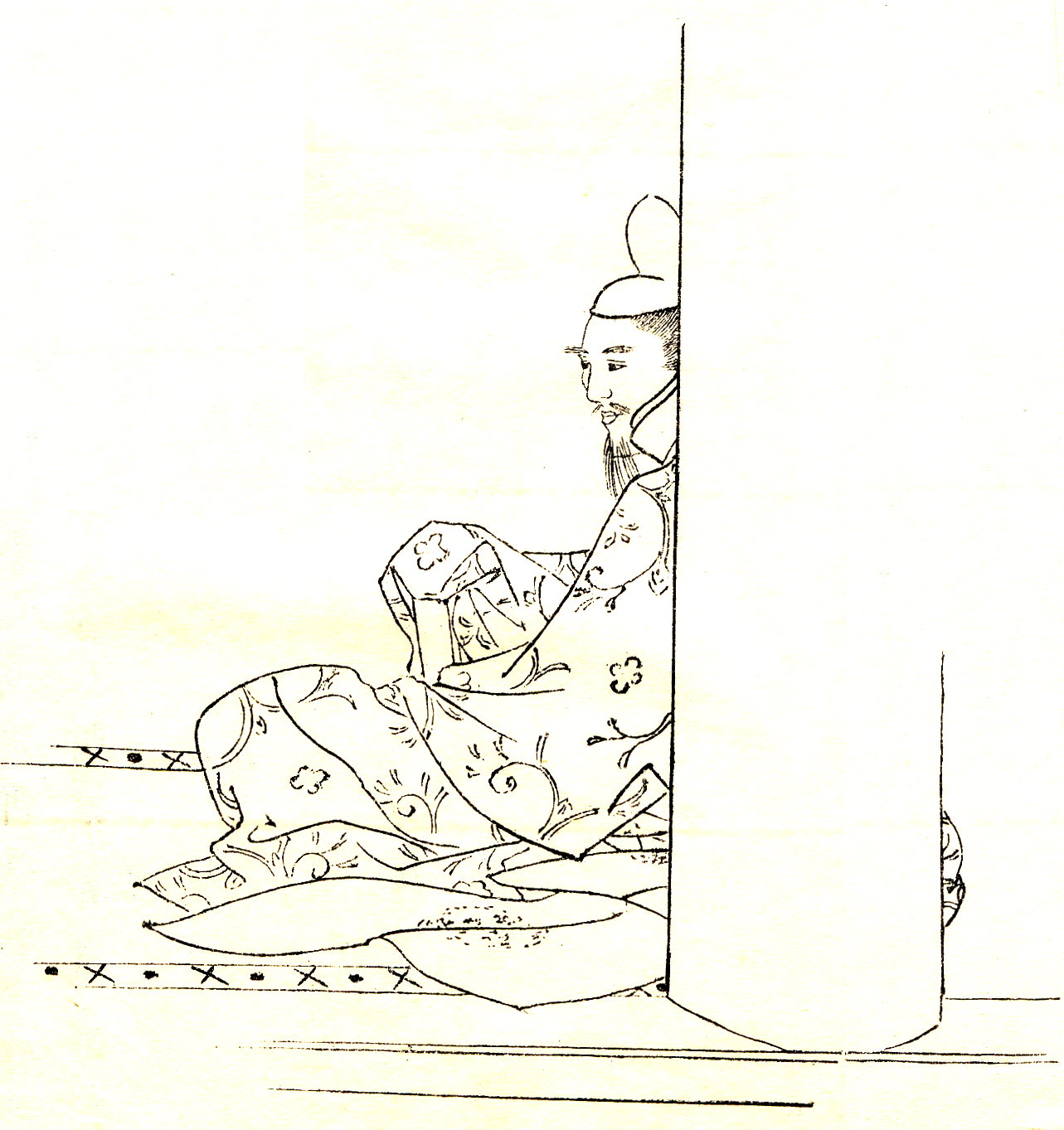
Fujiwara no Mototsune.

Continuó en el oficio de regente, creado por Fujiwara no Yoshifusa, fue sesshō del Emperador Seiwa y del Emperador Yōzei entre 872 y 880. En 880, cuando el Emperador Yōzei llega a su madurez, Mototsune crea el cargo de regente kanpaku para sí mismo. Con esta posición, el clan Fujiwara pudo mantener su poder durante el reinado de un emperador, aún si este alcanzara la madurez. 
Así Mototsune sería kanpaku del Emperador Yōzei, del Emperador Kōkō y del Emperador Uda entre 880 y 890.
| Predecesor: Fujiwara no Yoshifusa | Sesshō 872 – 880  | Sucesor: Fujiwara no Tadahira |
| Predecesor: creado el cargo       | Kanpaku 880 – 890 | Sucesor: Fujiwara no Tadahira |